# Eudorylas caledonicus
Eudorylas caledonicus är en tvåvingeart som beskrevs av Ackland 1999. Eudorylas caledonicus ingår i släktet Eudorylas och familjen ögonflugor. Inga underarter finns listade i Catalogue of Life.